# Hnin Yee Wai
Hnin Yee Wai  (ur. ?) – birmańska lekkoatletka, tyczkarka.
Nie zaliczyła żadnej wysokości podczas igrzysk Azji Południowo-Wschodniej (2013).

## Rekordy życiowe
- skok o tyczce – 3,40 (2015) rekord Birmy[2]